# Discrètes (websérie)
 (mai 2024).
La mise en forme du texte ne suit pas les recommandations de Wikipédia : il faut le « wikifier ».
Les points d'amélioration suivants sont les cas les plus fréquents :
- Les titres sont pré-formatés par le logiciel. Ils ne sont ni en capitales, ni en gras.
- Le texte ne doit pas être écrit en capitales (les noms de famille non plus), ni en gras, ni en italique, ni en « petit »…
- Le gras n'est utilisé que pour surligner le titre de l'article dans l'introduction, une seule fois.
- L'italique est rarement utilisé : mots en langue étrangère, titres d'œuvres, noms de bateaux, etc.
- Les citations ne sont pas en italique mais en corps de texte normal. Elles sont entourées par des guillemets français : « et ».
- Les listes à puces sont à éviter, des paragraphes rédigés étant largement préférés. Les tableaux sont à réserver à la présentation de données structurées (résultats, etc.).
- Les appels de note de bas de page (petits chiffres en exposant, introduits par l'outil «  Source ») sont à placer entre la fin de phrase et le point final[comme ça].
- Les liens internes (vers d'autres articles de Wikipédia) sont à choisir avec parcimonie. Créez des liens vers des articles approfondissant le sujet. Les termes génériques sans rapport avec le sujet sont à éviter, ainsi que les répétitions de liens vers un même terme.
- Les liens externes sont à placer uniquement dans une section « Liens externes », à la fin de l'article. Ces liens sont à choisir avec parcimonie suivant les règles définies. Si un lien sert de source à l'article, son insertion dans le texte est à faire par les notes de bas de page.
- La présentation des références doit suivre les conventions bibliographiques. Il est recommandé d'utiliser les modèles {{Ouvrage}}, {{Chapitre}}, {{Article}}, {{Lien web}} et/ou {{Bibliographie}}. Le mode d'édition visuel peut mettre en forme automatiquement les références.
- Insérer une infobox (cadre d'informations à droite) n'est pas obligatoire pour parachever la mise en page.

Pour une aide détaillée, merci de consulter Aide:Wikification.
Si vous pensez que ces points ont été résolus, vous pouvez retirer ce bandeau et améliorer la mise en forme d'un autre article.
Discrètes est une web-série mise en ligne sur la plateforme d’ICI TOU.TV EXTRA. Les six premiers épisodes ont été mis en ligne le 29 mars 2024 et les quatre derniers épisodes le 5 avril 2024 . La série a également été l’ouverture du festival Courts d’un soir, le 4 avril 2024 où le septième épisode a été présenté en primeur
Créées par Juliette Gosselin et Sophia Belahmer, celles-ci ont travaillé sur ce projet durant plus de huit ans . Discrètes est une série qui aborde le thème des agressions sexuelles, dans cette série il était important pour les créatrices de démontrer que ce n’est pas toujours des zones noires ou blanches, mais plutôt des zones grises . Dans la série l’agression n’est pas montrée, mais plutôt entendue par le personnage interprété par Juliette Gosselin, Macha. La série s’adresse à un public de 13 ans et plus.

## Synopsis
Macha et Gaby occupent le poste d'agents d'entretien au sein de Discrètes, une société spécialisée dans le nettoyage des tours de bureaux. Lorsque Macha intervient pour protéger Gaby des griffes de son agresseur, un avocat du Cabinet Fichaud, les deux femmes décident de prendre leur destin en main. Discrètes comme des ombres dans le gratte-ciel où elles exercent leur activité nocturne, elles se lancent dans une quête de justice clandestine. À travers une série d'actes de sabotage minutieusement orchestrés, elles cherchent à recouvrer leur dignité tout en sapant l'autorité de l'avocat, prenant ainsi le risque de perdre le contrôle de la situation.

## Fiche technique
- Scénario et réalisation : Sophia Belahmer et Juliette Gosselin
- Production au contenu : Jessica Bélanger-Pinard
- Producteurs (Amalga) : André Dupuy et Marie-Alexandra Forget
- Productrices déléguées : Valérie Côté et Isabelle Gamelin
- Producteurs exécutifs : Patricia Blais, Monique Lamoureux et Ian Quenneville
- Diffuseur : ICI TOU.TV EXTRA
- Société de production : Avanti-Toast
- Pays d’origine :  Canada

## Distribution
- Juliette Gosselin : Macha
- Aurélia Arandi-Longpré : Gaby
- Olivier Gervais-Courchesne : Manu
- Rose Adam : Brittany
- Joey Scarpellino : Jarvis
- Manuel Tadros : Benoît Fichaud
- Omar Alexis Ramos Torres : Gonzalo
- Sandrine Bisson : Sophie
- Rosemarie Sabor : Marie-Pierre
- Léa Roy : Océanne Germain
- Francis La Haye : Colin Brault
- Louise Malouin : Suzanne
- Simon Pigeon : Simon
- Gregory Beaudin : Mak

## Épisodes

### Première saison
1. Ça finira pas de même
2. Pas une ombre au tableau
3. C’est quoi l’plan?
4. Madame Bovary
5. Ce qui se passe au 3e
6. Ouvrir les yeux
7. Tous des perdants
8. Paquet de trouble
9. Fini d’être discrète
10. Chacun son tour